# 梁思豪
梁思豪（Albert Leung，1969年—）為一名執業大律師，綽號體雕大狀，亦是前香港法律專業人員協會、香港文職及專業總會的理事及香港銀行業僱員協會義務法律顧問。曾參選2007年香港區議會選舉及2016年香港立法會新界東地方選區補選，申報政治聯繫為獨立候選人。
2017年，梁思豪宣佈參與2017年香港行政長官選舉。

## 參選

### 2007年香港區議會選舉
梁氏於2007年參選該年度的香港區議會選舉。其參選南區海灣區區議員，最後以百多票之差落敗。

### 2016年香港立法會新界東地方選區補選
2016年1月16日，梁氏遞交提名表格參加該年的立法會補選。因認為不能因語言問題成為令自己比其他候選人優勝，基於公平公正原則而拒絕出席該年補選的首場英語論壇。最後以1858低票 (0.43%)落敗。未能取回選舉按金，他亦是當次選舉不進行任何拉票活動的候選人，他亦創作一首歌作為選舉歌曲。

### 2017年香港行政長官選舉
2017年2月5日，梁思豪於個人Facebook專頁宣佈參加2017年香港行政長官選舉，並公佈10項政綱，包括落實2022年一人一票選特首、推行租金管制、推動兩岸和平統一、取消小三TSA、委任建制和非建制派各不少於一名立法會議員加入行政會議、實施標準工時和取消強積金對沖機制等等。

## 申請司法覆核
2015年，梁思豪取得聲稱可以矯正歪斜體格的「體雕師」專業資格後，向大律師公會申請以此為副業，遭公會以副業與大律師工作有牴觸而拒絕。梁不服並提出司法覆核，質疑公會的專業守則違憲，結果法庭判梁勝訴。事後梁獲稱為「體雕大狀」。但在2016年10月，高等法院上訴庭裁定香港大律師公會上訴得直，推翻原判。梁思豪其後再向上訴庭申請終審上訴許可，在2017年1月被駁回。

## 外部連結
- 梁思豪的Facebook專頁